# 블렙파리도필룸과
블렙파리도필룸과(Blepharidophyllaceae)는 망울이끼목에 속하는 우산이끼류과의 하나이다. 2속 5종으로 이루어져 있다.

## 하위 속
- 블렙파리도필룸속 (Blepharidophyllum) - 2종, 칠레와 아르헨티나에서 주로 발견된다.
- 클란다리움속 (Clandarium) - 3종